# Roquefort-les-Pins
Roquefort-les-Pins (Roccaforte dei Pini in italiano desueto) è un comune francese di 6 596 abitanti situato nel dipartimento delle Alpi Marittime della regione della Provenza-Alpi-Costa Azzurra.

## Società

### Evoluzione demografica
Abitanti censiti